# Кесарія Палестинська
Цезарея, Кесарія, Caesarea Maritima або Кесарія Палестинська (грец. παράλιος Καισάρεια) — стародавнє місто, що розташовувалося на середземноморському узбережжі сучасного Ізраїлю.

## Назва міста
Місто було названо Кесарією царем Юдеї — Іродом Великим на честь римського імператора (кесаря) Октавіана Августа, який передав йому в подарунок раніше втрачені юдеями землі. Щоб відрізнити Кесарію Ірода від інших міст, які мали ту ж назву і побудованих в ті ж роки, поза Юдеєю місто називали Caesarea martima (Кесарія Приморська), а після остаточної втрати Юдеєю залишків свого суверенітету та перетворення її на римську провінцію Палестина, у вжиток увійшла ще одна назва — Caesarea Palestine (Кесарія Палестинська). У деяких джерелах можна зустріти і назву Кесарія Стратонійська (від назви фінікійського поселення Вежа Стратона, яке знаходилося на цьому місці).

## Історія міста

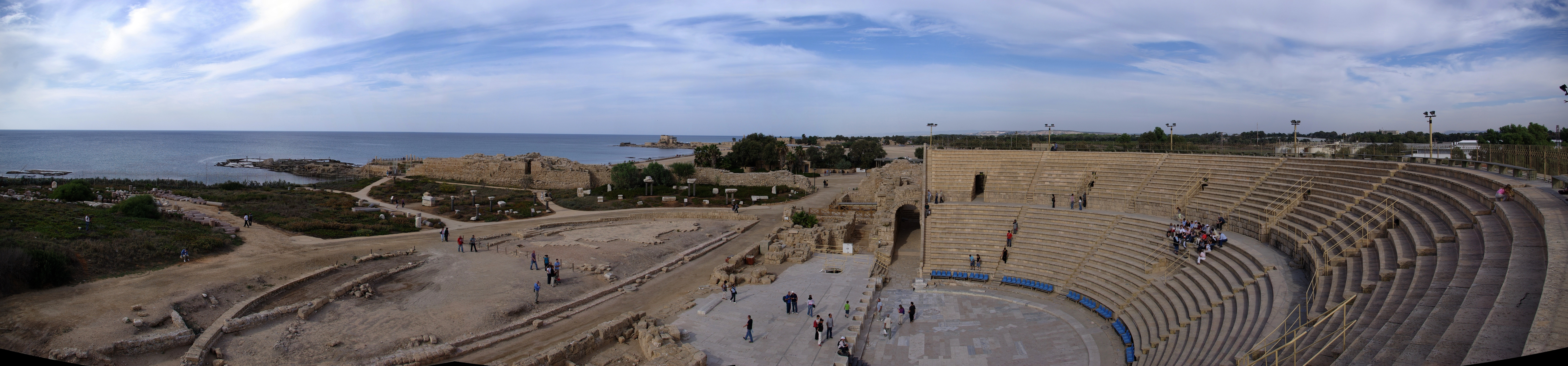
Римський театр

Історія міста веде свій відлік з періоду перського панування (середина III ст. до н. е.), коли фінікійці заснували біля гавані невелике поселення, назване ними Вежею Стратона. У 96 році до н. е. Кесарія була захоплена царем Юдеї Александром Яннаєм і перетворена на єврейське поселення. Після завоювання Юдеї римським генералом Помпеєм у 63 р. до н. е. фортеця Стратона знову стає неєврейських поселенням. У 31 р. до н. е. римський імператор Август передав поселення юдейському царю Іроду, який до 10 року до н. е. повністю перебудував його, перетворивши на велике портове місто. Місто, назване Іродом Великим Кесарією на честь кесаря Августа, стало адміністративним центром Римської прокуратури в Юдеї, а також було основною базою римських легіонів. Протягом першого століття н. е. більшу частину жителів складали сирійські греки. Також у місті жило багато заможних євреїв.

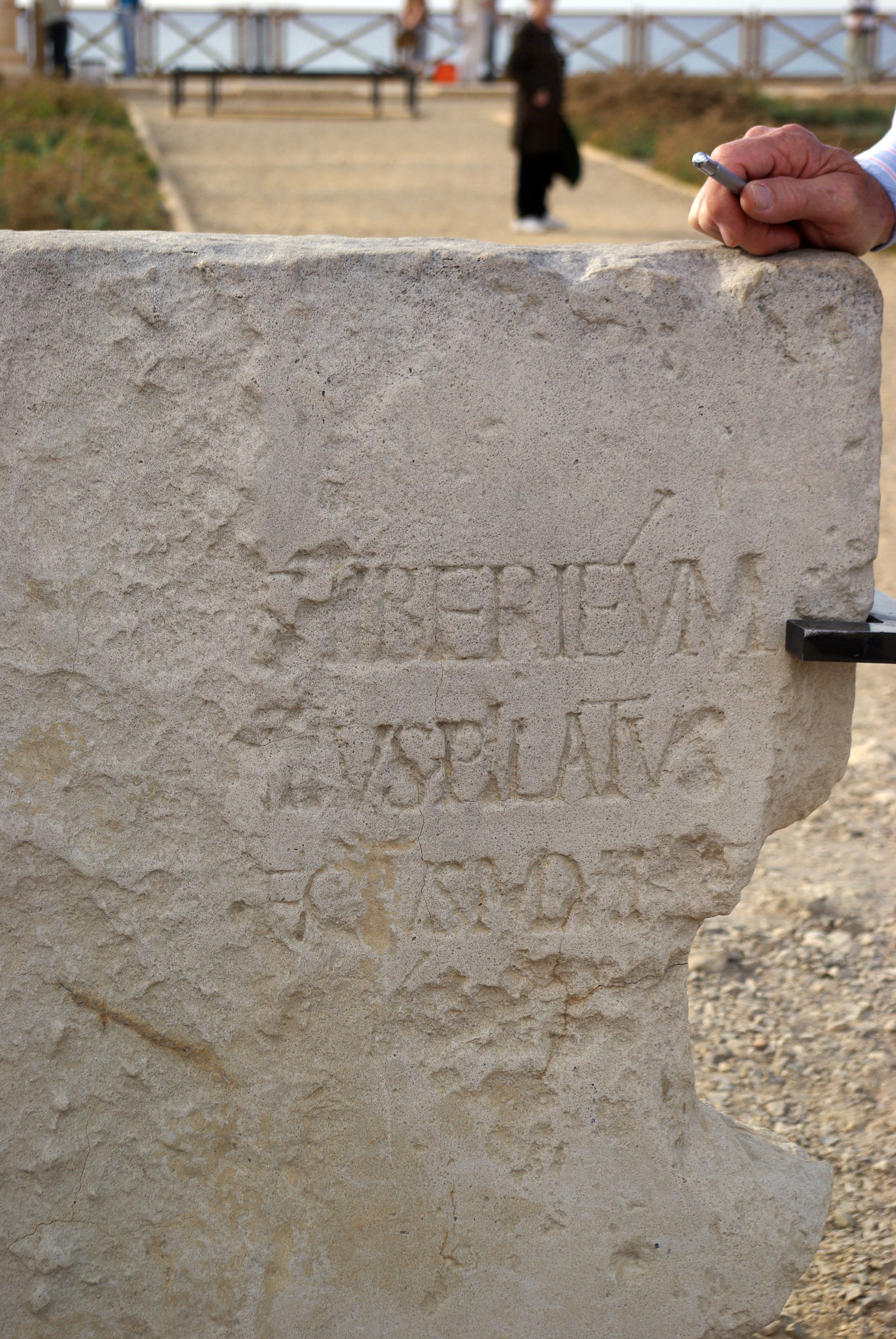
Знайдена плита з витесаним іменем Понтія Пілата — (2 строка ..vs Pilatvs)

Кесарія стала основним портом Палестини і часто згадується в Новому Завіті. Апостол Павло був тут два роки під арештом (Дії 23:33). Тут також відбулося перше хрещення не юдея римського сотника Корнелія(Дії 10:1). Звідси арештованого апостола Павла відправляють в Рим. Після падіння та руйнування Єрусалиму, Кесарія стала столицею Палестини, і її єпископи користувалися значним впливом. У 198 р. там був собор.

Пізніше Кесарія стає одним з головних церковних центрів Палестини. У III—IV ст. н. е. отці християнської церкви викладали в школі Кесарії і створили бібліотеку. У цій бібліотеці знаходилося раннє видання Біблії кількома мовами, відоме як «Гекзапли Орігена». Цей рукопис зберігався в Кесарійський бібліотеці до 600 р. н. е., поки
не згорів разом з бібліотекою при пожежі. В той час там проживало до 100.000 жителів. Також цікаво, що Ієронім бачив там оригінальну версію Євангелія від Матвія. У IV столітті на кафедрі цієї єпископії сидів батько церковної історії, Євсевій Кесарійський. У 619 році місто захопили араби. Хрестоносці відвоювали Кесарію 17 травня 1101 року після 15-денної облоги. Під час хрестових походів Кесарія відігравала важливу роль як одна з твердинь країни, але з XIII століття почався її занепад, і нині від неї залишилися одні руїни.

У 1940 році в південній частині руїн Кесарії був заснований Кібуц Сдот-Ям, а в 1977 році на північ від стародавнього міста був закладене сучасне ізраїльське селище Кейсарія.